# Miguel Samacá
Miguel Samacá (nascido em 18 de maio de 1946) é um ex-ciclista colombiano. Representou seu país, Colômbia, no ciclismo nos Jogos Olímpicos de Verão de 1968, 1972 e 1976.